# HAL 9000
HAL 9000, personatge mític de la coneguda sèrie de pel·lícules Odissea espacial; en concret 2001: una odissea de l'espai del director Stanley Kubrick; i inicialment del llibre escrit per Arthur C.Clarke l'any 1968 i anomenat de la mateixa manera que la pel·lícula de Stanley Kubrick (adaptant la novel·la d'Arthut C.Clarke). El seu nom és un acrònim en anglès de Heuristically Programmed Algorithmic Computer (Computadora algorítmica programada heurísticament); un supercomputador o superordinador fictici de tipus mainframe. Hal és la computadora a bord d'una missió espacial, encarregada del control i el funcionament vitals de la nau espacial Discovery; la seva intel·ligència artificial canvia dràsticament al llarg del film. Hal està programat per no rebre o no respondre qüestions que obtinguin dubtes, encara que està programat heurísticament (això vol dir que el seu pensament és molt similar a l'humà), la seva programació se centra fonamentalment a complir sense objeccions els plans traçats a l'inici de la missió; raó per la qual elimina als escèptics o als que dubten, considerant-los "mecanismes fallits".

## Origen del nom
Existeixen versions del nom on la paraula HAL va ser derivada intencionalment, mitjançant un corriment cap endarrere en l'abecedari del nom IBM; però aquesta teoria s'ha acabat descartant, ja que tant l'autor del llibre com el mateix Dr. Chandra, personatge del llibre, creador de HAL, a la mateixa ficció desmenteix també aquesta possible teoria i remarca que una persona intel·ligent hauria de poder relacionar el nom amb el significat Heuristic Algorithmic.

## Presència del personatge en la saga

### HAL 9000: 2001 una odissea en l'espai
En 2001: una odissea de l'espai, HAL 9000 informa als astronautes d'un error en el progrés en la unitat de l'antena de comunicació amb la Terra. El personatge David Bowman, com a conseqüència, realitza una "caminada espacial" per tal de retirar la unitat presumptament defectuosa. En revisar-la no troba cap error aparent, aquest fet fa confondre als astronautes a bord de la nau, Bowman i Frank Poole, qui decideixen sol·licitar a la NASA una rèplica de la informació de la informació que es troba a l'interior de la computadora HAL. Com la rèplica de HAL, el seu germà bessó SAL 9000, no obté cap error dintre de la nau, els dos astronautes consideren la possibilitat de desconnectar els circuits cognoscitius de l'ordinador.
Per poder-ho deliberar es tanquen en una càpsula i apaguen tots els canals d'àudio. Així suposen que HAL no els pot escoltar, però la computadora és capaç de llegir els llavis i comprèn que hi ha una perspectiva de desconnexió. La catàstrofe comença quan el tripulant Poole fa un altre passeig espacial i HAL, en un moment específic, el colpeja amb la nau auxiliar. Bowman intenta salvar la vida del seu company en adonar-se de la catàstrofe, però no pot fer res pel seu company. Alhora HAL decideix matar també, coma defensa pròpia, als altres 3 tripulant de la nau que es trobaven en animació suspesa. Bowman en adonar-se de la catàstrofe comesa decideix, definitivament, desactivar a l'ordinador per la seva pròpia seguretat.
El nucli central de HAL es representat com una habitació plena de petits i brillants mòduls de computadora muntants en blocs des d'on poden ser extrets o inserits. Bowman comença a apagar a HAL extraient aquests mòduls un a un; alhora que ho fa es pot observar i es produeix la degradació de HAL. En el moment en què la seva lògica es perd per complet, comença a cantar la cançó Daisy Bell. Durant la desconnexió HAL és plenament conscient i pot sentir, quasi com un humà, el seu propi final fins que arriba el moment crític on perd la lògica totalment.
HAL 9000 es representat com una càmera de vídeo present en diverses parts de la nau. La seva veu, a la pel·lícula, és representada per l'actor canadenc Douglas Rain. Va iniciar el seu funcionament el 12 de gener de l'any 1997 (1992 en la pel·lícula); als laboratoris H.A.L a Urbana, Llinois. Creat pel personatge del Dr. Chandra. A la pel·lícula HAL no solament és representat amb capacitats de reconeixement de veu, reconeixement facial i processament de llenguatge, sinó també amb la lectura de llavis, apreciació a l'art, interpretació d'emocions, expressió d'emocions i raonament.
Hi ha certs detalls que canvien del llibre a la pel·lícula. En relació amb el personatge de HAL, destacar que al llibre es profunditza més el comportament i les accions del personatge, en comparació amb la pel·lícula. També hi ha certes escenes de l'intent de matar a Bowman per part de HAL que canvien una mica en la pel·lícula respecte al llibre, però el significat i l'essència del llibre no es perd en cap moment.

### HAL 9000: 2010 una odissea dos
A la seqüela, 2010: Odissea dos, HAL és reiniciat pel seu creador el Dr.Chandra, qui arribar a la nau espacial soviètica Leonov. El Dr. Chandra descobreix que la crisi de HAL va ser causada per una construcció en la programació: ell va ser creat pel processament exacte de la informació sense ocultament ni distorsió; no obstant això, les seves ordres requerien que mantingués sempre en secret el descobriment del monòlit TMA-1. Aquesta contradicció és la que va portar a HAL a crear un bucle anomenat "Bucle Hofstadter-Moebius" portant al personatge de HAL a la paranoia.
Dintre d'aquesta seqüela, les intel·ligències extraterrestres controlen els monòlits. Tenen plans grandiosos per Júpiter, plans que poden posar en perill la nau i la tripulació de Leonov. La tripulació humana de la nau dissenya un pla de fugida, desafortunadament requereix deixar enrere Discovery 1 (una altra computadora) i a HAL 9000, els quals han de ser totalment destruïts. El Dr. Chandra explica el perill i HAL se sacrifica per tal de salvar la tripulació humana del Leonov. En el moment de la destrucció, els creadors del monòlit transformen a HAL en un ésser no-corpori, perquè en David Bowman pugui tenir un company.
Els detalls en el llibre i en la pel·lícula són exactament els mateixos, però amb una única excepció significativa: en la pel·lícula HAL funciona normalment després de ser reactivat. Al llibre, es descobreix que els circuits de veu van ser totalment destruïts a l'apagat, forçant-lo a escriure per text en una pantalla.

### HAL 9000: 2061 Odissea tres
A 2061: Odissea tres, el personatge Heywood Floyd és sorprèn al trobar a HAL, ara emmagatzemat juntament amb David Bowman en el monòlit de la Lluna Europa. Tots dos expliquen que durant el procés de convertir Júpiter en una estrella el monòlit va patir avaries, en conseqüència d'una duplicació de Floyd i ell, allà present, la còpia, va ser manifestada amb el propòsit de crear juntament amb ells una trinitat que complementi al monòlit trencat i l'assisteixi en complir els deures i missions; d'aquesta manera tot finalitza en una combinació dels tres on: Bowman és el poder, HAL el coneixement i Floyd l'experiència.

### HAL 9000: 3001 Odissea final
A 3001: Odissea Final apareixen les formes combinades de Bowman i HAL. Els dos finalment s'han combinat en una entitat anomenada Halman, després que Bowman rescatarà a HAL de morir destruït en la nau espacial Discoverey 1. L'entitat compta amb com en les primitives formes de vida gasoses jovianes, en els núvols de Júpiter on van ser sacrificades per convertir Júpiter en un Sol i així escalfar a Europa, per el qual temem que la humanitat sigui sacrificada per la prometedora evolució de la vida en Europa. Al final de 3001: Odissea Final, Halman ajuda Frank Poole a infectar al monòlit amb diversos virus informàtics.

## Jo, Robot: Les tribulacions d'un robot kantià - Isaac Asimov

### Les tres regles bàsiques de la robòtica - Isaac Asimov
1. "Un robot no ha de fer mal a un ésser humà o, per la seva inacció, deixar que un ésser humà pugui patir mal. "
2. "Un robot ha d'obeir les ordres donades per un ésser humà, excepte quan les ordres s'oposen a la primera llei."
3. "Un robot ha de protegir la seva pròpia existència, fins on aquesta protecció no pugui entrar en conflicte amb la primera i segona llei."

El personatge de HAL incompleix totes les tres lleis de la robòtica. Tot això s'explica en la segona part de la saga, on es diu que HAL va patir un bucle de paranoia provocat per un error de programació. L'ordinador havia d'organitzar i protegir la nau, obeint a la tripulació d'aquesta i protegint als ésser humans que es trobaven al seu interior; però a la vegada havia de mantenir en secret el descobriment del monòlit TMA-1. Aquesta contradicció genera en la computadora un bucle i un error que esdevé en una paranoia. Dintre de la paranoia HAL arriba a incomplir les normes bàsiques de la robòtica escrita per Isaac Asimov.

## Hal 9000 i el futur de la computació
Quan el film 2001: Una odissea de l'espai va ser presentat l'any 1968, faltava molt per l'any 2001 i una computadora amb les característiques de HAL semblava bastant possible en aquella època en relació amb un futur que consideraven llunyà. A mitjans dels seixanta els científics eren generalment optimistes en relació amb una generació o dos on hi haurien computadores capaces de fer "qualsevol cosa que un humà pogués fer".
Però si ens mirem ara, en la nostra actualitat de l'any 2021, les prediccions del llibre i després els films de Kubrick, pel que fa a tecnologia d'intel·ligència artificial en les computadores estaven bastant errades. El llenguatge parlat, la lectura de llavis, el plantejament i sentit comú en les computadores, com l'apreciació de l'art, interpretació d'emocions, expressió d'emocions i raonament són encara remes de ciència-ficció.
Cert que fa relativament poc es va crear una computadora basada en les característiques de HAL 9000 per una missió d'una expedició a Mart. El científic Pete Bonasso i el seu equip van estrenar a CASE (la computadora) perquè pogués controlar tots els diversos aspectes de la vida en una base virtual situada en un altre planeta. Amb aquest objectiu es van fixar en el personatge HAL, però només en el factor tecnològic, deixant enrere els aspectes assassins i la paranoia.
La primera simulació de CASE va ser tot un èxit: la computadora va ser capaç de solucionar els problemes als quals s'enfrontava; i a més a més va quedar clar a CASE no mataria mai a cap membre de la tripulació. Només és capaç de fer les tasques programades, per això no hi ha la por ni el perill de què el seu HAL es descontroli.
No hi ha tanta perfecció com en la ficció, però la computadora es pot comunicar per la veu, com HAL 9000 i en certa manera controla la nau com ho feia en la ficció el personatge.
Per obtenir els seus objectius CASE està format en tres capes. La primera s'encarrega de control del hardware, és a dir, el sistema de suport vital, l'energia i els rovers planetaris. La segona capa realitza procediments subjacents a les activitats rutinàries com, per exemple, connectar l'alimentació a les bateries, carregar i enviar vehicles per recollir mostres de la superfície planetària o controlar els sistemes de generació d'oxigen i eliminar el diòxid de carboni. La capa final consisteix en un software de planificació automàtica que organitza i projecta l'execució dels objectes programats pel dia. Encara que també és capaç de programar automàticament les activitats en cas de tempesta de pols planetària o una fuga de gas.
Encara, però, CASE està en fase experimental.
Un altre pel·lícula mítica en relació amb la mosta i representació de la intel·ligència artificial, seria la Metròpolis de Fritz Lang amb el personatge de Maria un robot amb intel·ligència artificial; o mostres d'autòmats que mostraven una independència pròpia (en la ficció).
O altres més recents com Her (2013) amb el personatge de Samantha un sistema operatiu d'assistència personalitzada, i la possibilitat d'una relació afectiva o de sentir una emoció o sentiment en vers a una computadora.

## Escenes rellevants HAL: 2001 una odissea de l'espai
- I'm Sorry, Dave Scene
- Hal's watching Scene
- I'm afraid Scene
- Sings Daisy Scene